# کیرک استاکل
کیرک استاکل (به انگلیسی: Kirk Stackle) (زادهٔ ۱۶ آوریل ۱۹۶۸) شناگر اهل ایالات متحده آمریکا است.